# Maiden Voyage
Maiden Voyage är jazzmusikern Herbie Hancocks femte album i eget namn som spelades in av Rudy Van Gelder den 17 mars 1965 för jazzetiketten Blue Note Records. Medverkande musiker är, förutom Herbie Hancock på piano, Freddie Hubbard, trumpet, George Coleman, tenorsaxofon, Ron Carter, kontrabas och Tony Williams, trummor. Skivan är ett konceptalbum med havstema, något som bland annat märks i några av låttitlarna. Albumet tilldelades en Grammy Hall of Fame Award 1999.

## Översikt
I en nyskriven skivkonvoluttext till 1999 års återutgåva av albumet skriver Bob Blumenthal att det i Blue Notes inspelningsanteckningar nämns att det gjordes en inspelning sex dagar innan originalinspelningen gjordes, där  "Maiden Voyage", "Little One" och "Dolphin Dance" spelades in med Freddie Hubbard på kornett och Stu Martin på trummor (istället för Tony Williams). Inspelningarna refuserades dock och verkar sedermera gått förlorade. "Little One" spelades även in av Miles Davis och hans berömda andra kvintett (där Hancock, Carter, Wayne Shorter och Williams ingick) vid ungefär samma tid, och kom med på albumet E.S.P. som kom ut 1965.
Hancock har sagt att Count Basies låt "Shiny Stockings" var hans främsta inspirationskälla till låten "Dolphin Dance".

## Mottagande
The Penguin Guide to Jazz gav albumet betyget 4 av 5 och kallade det "en kolossal bedrift för en man som bara är 24 år gammal." Stephen Thomas Erlewine på Allmusic tycker att albumet är "hans [Hancocks] utan tvekan bästa 1960-talsskiva, med en perfekt balans mellan lättillgänglig och risktagande hardbop."

## Spårlista
Alla titlar är skrivna av Herbie Hancock.
| Nr | Titel                    | Längd |
| -- | ------------------------ | ----- |
| 1. | Maiden Voyage            | 7:53  |
| 2. | The Eye of the Hurricane | 5:57  |
| 3. | Little One               | 8:43  |
| 4. | Survival of the Fittest  | 9:59  |
| 5. | Dolphin Dance            | 9:16  |

## Medverkande
- Herbie Hancock – piano
- Freddie Hubbard – trumpet
- George Coleman – tenorsaxofon
- Ron Carter – kontrabas
- Tony Williams – trummor